# Iván László (politikus)
Iván László (Nagyszelmenc, 1953. január 2. –) felvidéki magyar politikus.

## Életpályája
1981-ig hivatásos tanárként dolgozott. Az 1981-es választásokon a Népek Házának szlovák részén ült (136. számú választókerület - Szepsi). Megbízatásának végéig, azaz az 1986-os választásokig a Szövetségi Közgyűlésben maradt.
A jelöltlistát a Magyar Koalíció Pártja a 2002-es szlovák parlamenti választások tartalmazták: Iván László, 49 éves, mezőgazdasági mérnök szakma, lakóhelye Szepsi. 2005–2009 között az SMK (Magyar Közösség Pártja) kassai kerületének képviselője volt, valamint a Turisztikai és Határon Átnyúló Együttműködési Bizottság és a KSK Vagyonkezelő Bizottságának tagja. Emellett Szepsi alpolgármestere volt, ahol 1979 óta él.

## Fordítás
- Ez a szócikk részben vagy egészben  a   Ladislav Iván című cseh Wikipédia-szócikk ezen változatának fordításán alapul.  Az eredeti cikk szerkesztőit annak laptörténete sorolja fel. Ez a jelzés csupán a megfogalmazás eredetét és a szerzői jogokat jelzi, nem szolgál a cikkben szereplő információk forrásmegjelöléseként.